# Maisa Rojas
Maisa Rojas, pseudonimo di María Heloísa Juana Rojas Corradi (Temuco, 10 agosto 1972), è una fisica, climatologa e politica cilena.
È specializzata in studi sulla comprensione dell'evoluzione e delle dinamiche del clima nell'emisfero sud del pianeta Terra. Dall'11 marzo 2022 è impegnata come Ministro dell'Ambiente del suo Paese sotto il governo di Gabriel Boric.

## Biografia

### Formazione
È nata a Temuco, nel 1972. Ha frequentato le scuole primarie e secondarie nel Colegio Instituto Santa María del comune di Ñuñoa. Ha continuato gli studi superiori conseguendo una laurea in Scienze con menzione in Fisica presso la Facoltà di Scienze dell'Università del Cile nel 1996, e in seguito, nel 2001, ha conseguito un dottorato in Fisica dell'atmosfera all'Università di Oxford, nel Regno Unito.

### Carriera professionale
Ha lavorato come professoressa associata nel Dipartimento di Geofisica dell'Università del Cile ed è stata direttrice del Centro de Ciencia del Clima y la Resiliencia (CR)2, avendo come aree di studio la ricerca paleoclimatica e il cambiamento climatico regionale, lavorando sulla valutazione del suo impatto in differenti settori, come l'agricoltura e i corsi d'acqua, utilizzando come strumenti di analisi modelli climatici numerici.
È stata coordinatrice del Comité Científico Asesor de Cambio Climático e autrice principale del capitolo paleoclimatico del Quinto Rapporto (AR5) del Gruppo intergovernativo sul cambiamento climatico (IPCC). Inoltre, ha collaborato al Sesto Rapporto IPCC anche come autrice principale.
È stata altresì coordinatrice del Comitato Scientifico per la COP25 del Ministero di Scienza, Tecnologia, Conoscenza e Innovazione, membro del Consiglio Consultivo Presidenziale della COP25 e membro della delegazione cilena della COP26.
Nell'agosto 2021, ha annunciato che avrebbe fatto parte degli International Climate Councils, che cercano di fornire consulenze e valutazioni formali, basate su evidenze scientifiche, sulla mitigazione del clima e su politiche di adattamento. Il mese successivo ha relazionato sulla crisi climatica in occasione della Convenzione Costituzionale del Cile.

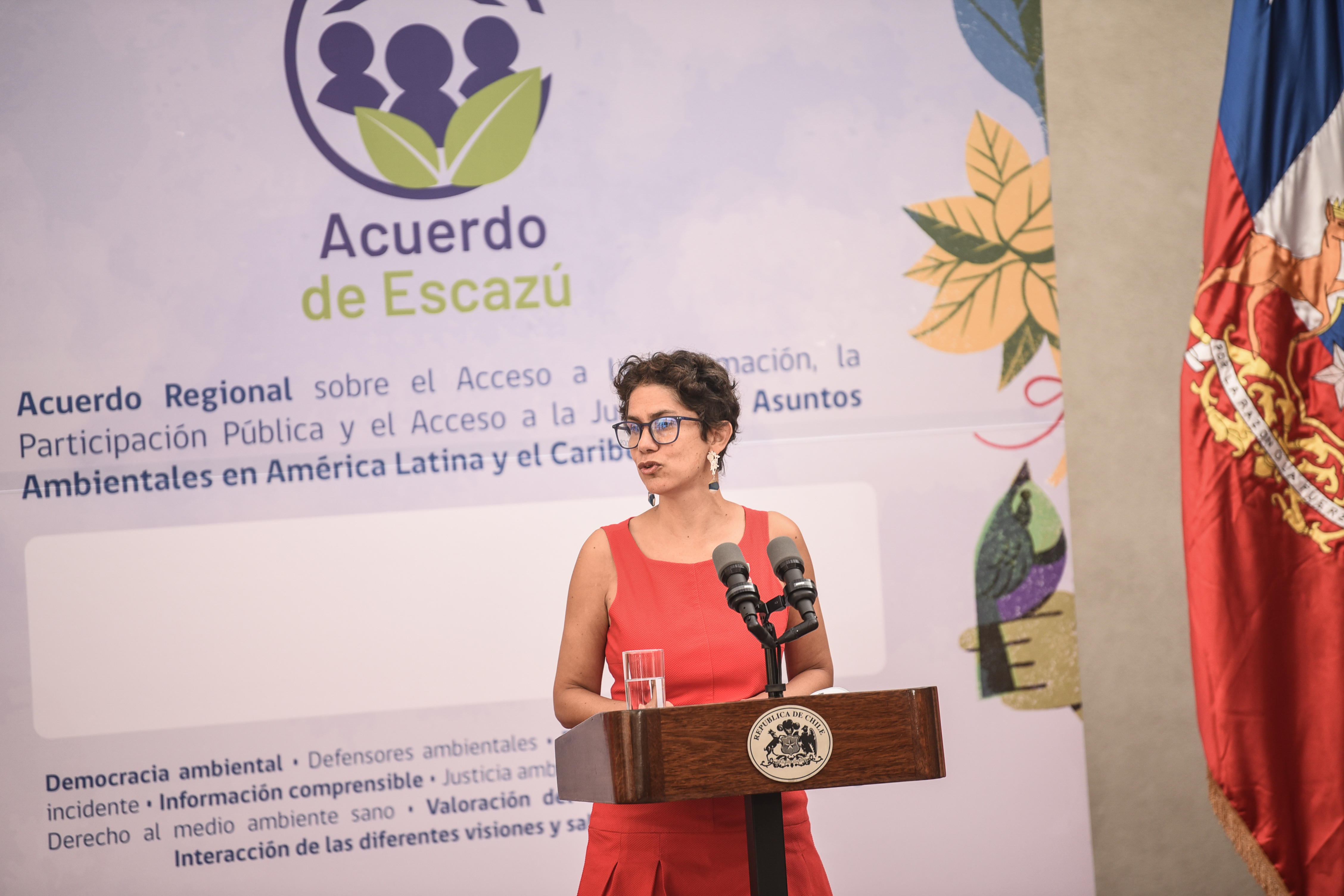
Rojas il 18 marzo 2022, durante la firma dell'accordo di Escazú da parte del Presidente Boric

### Carriera politica
Politicamente indipendente, durante il secondo turno dell'elezione presidenziale del Cile del 2021, è stata portavoce dell'agenda ambientale del candidato di Apruebo Dignidad Gabriel Boric. Una volta eletto presidente, Boric l'ha nominata come Ministro dell'Ambiente (Ministra del Medio Ambiente). Il gabinetto ministeriale è stato annunciato il 21 gennaio 2022 e ha assunto le sue funzioni l'11 marzo successivo.

## Premi e riconoscimenti
- Premio Energía de Mujer 2020.[9]

## Pubblicazioni (parziale)
- (EN) T. F. Stocker, D. Qin e et al., Technical summary, in Climate Change 2013: The Physical Science Basis. Contribution of Working Group I to the Fifth Assessment Report of the Intergovernmental Panel on Climate Change, Cambridge University Press, 2013, ISBN 978-1-107-66182-0. URL consultato il 21 gennaio de 2022.
- Information from Paleoclimate Archives, Cambridge University Press, DOI:10.1017/cbo9781107415324.013, ISBN 978-1-107-41532-4.
- (EN) R. Rojas, Large-Scale Control on the Patagonian Climate, in Journal of Climate, vol. 26, n. 1, DOI:10.1175/JCLI-D-12-00001.1, ISSN 0894-8755 (WC · ACNP).
- (EN) Maisa Crucifix, The Southern Westerlies during the last glacial maximum in PMIP2 simulations, in Climate Dynamics, vol. 32, n. 4, DOI:10.1007/s00382-008-0421-7, ISSN 0930-7575 (WC · ACNP).
- (EN) Anji Giannini, CMIP5 Projected Changes in the Annual Cycle of Precipitation in Monsoon Regions, in Journal of Climate, vol. 26, n. 19, DOI:10.1175/JCLI-D-12-00726.1, ISSN 0894-8755 (WC · ACNP).